# Îles Cook aux Jeux olympiques d'été de 2024
Les Îles Cook participent aux Jeux olympiques de 2024 à Paris en France. Il s'agit de leur 10e participation à des Jeux d'été. Ils ne remportent aucune médaille.
L'athlète Alex Beddoes (en) et la nageuse Lanihei Connolly (en) sont nommés porte-drapeaux de la délégation.

## Nombre d’athlètes qualifiés par sport
Voici la liste des qualifiés et sélectionnés guyaniens par sport (remplaçants compris) :
| Sport      | Hommes | Femmes | Total |
| ---------- | ------ | ------ | ----- |
| Athlétisme | 1      | 0      | 1     |
| Natation   | 0      | 1      | 1     |
| Total      | 1      | 1      | 2     |

## Résultats

### Athlétisme
Les Îles Cook bénéficient d'une place attribués au nom de l'universalité des Jeux. Alex Beddoes (en), après avoir participé aux deux précédentes olympiades, est sélectionné pour le 800 mètres masculin. Cependant, Beddoes se blesse peu avant les Jeux olympiques et doit déclarer forfait.
| Athlètes          | Épreuve | Premier tour | Premier tour | Repêchage   | Repêchage   | Demi-finales | Demi-finales | Finale      | Finale      |
| ----------------- | ------- | ------------ | ------------ | ----------- | ----------- | ------------ | ------------ | ----------- | ----------- |
| Alex Beddoes (en) | 800 m   | Non-partant  | Non-partant  | Non-partant | Non-partant | Non-partant  | Non-partant  | Non-partant | Non-partant |

### Natation
| Lanihei Connolly (en) | 100 m brasse | 1 min 10 s 45 | 32e | Éliminée | Éliminée | Éliminée | Éliminée | Éliminée | Éliminée |